# 二氯化六氨合钴
二氯化六氨合钴是钴(II)的氨配合物，化学式为[Co(NH3)6]Cl2。

## 制备
二氯化六氨合钴可以通过氯化钴无水物或水合物与氨气的反应制备：
CoCl2 + 6 NH3 → [Co(NH3)6]Cl2